# Bâlines
Bâlines è un comune francese di 544 abitanti situato nel dipartimento dell'Eure nella regione della Normandia.

## Storia

### Simboli
Lo stemma è stato adottato il l10 febbraio 1971. I due leopardi d'oro sono il simbolo della Normandia.

## Società

### Evoluzione demografica
Abitanti censiti